# Сен-Назер-лез-Эм
Сен-Назер-лез-Эм (фр. Saint-Nazaire-les-Eymes) — коммуна во Франции, находится в регионе Рона — Альпы. Департамент коммуны — Изер. Входит в состав кантона Муаян Грезиводан. Округ коммуны — Гренобль.
Код INSEE коммуны — 38431. Население коммуны на 2012 год составляло 2942 человека. Населённый пункт находится на высоте от 221  до 1738  метров над уровнем моря. Муниципалитет расположен на расстоянии около 490 км юго-восточнее Парижа, 100 км юго-восточнее Лиона, 11 км северо-восточнее Гренобля. Мэр коммуны — Michèle Flamand, мандат действует на протяжении 2014—2020 гг.
Динамика населения (INSEE):